# Salcedoa mirabaliarum
Salcedoa mirabaliarum es la única especie del género monotípico Salcedoa de plantas fanerógamas de la familia de las asteráceas. Es exclusiva de la República Dominicana; crece en el municipio de Salcedo, en la provincia Hermanas Mirabal, en la Cordillera Septentrional, Peñón del Mundo Nuevo, entrando por La Jíbara de Tenares.Esta especie fue descubierta por el botánico dominicano Francisco Jiménez Rodríguez en el año 2001. Debido a la destrucción de su hábitat esta especie se encuentra incluida en Peligro Crítico de extinción.El epiteto específico fue dedicado a la entonces provincia De Salcedo y el epiteto genérico honra a las hermanas Patria, Minerva y María Teresa Mirabal, heroínas que combatieron  la dictadura del Rafael Leónidas Trujillo, posteriormente asesinadas por este. 

## Taxonomía
Salcedoa mirabaliarum fue descrita por F.Jiménez Rodr. & Katinas y publicado en Systematic Botany 29(4): 992–999, f. 1 [map], 2, 3A–C. 2004.